# LT Весов
LT Весов (лат. LT Librae) — двойная затменная переменная звезда типа Алголя (EA) в созвездии Весов на расстоянии приблизительно 6582 световых лет (около 2018 парсеков) от Солнца. Видимая звёздная величина звезды — от +13,35m до +12,46m. Орбитальный период — около 18,002 суток.